# Влахиње (Косовска Митровица)
Влахиње (алб. Vllahinjë, Vllahi; до 1975 — Влахиња) је насеље у општини Косовска Митровица, Косово и Метохија, Република Србија.

## Географија
Село је западно од Зијачe, на косинама и странама брда: Великој Чуки (830м), Србовачком преслу, Белашкој (998м) и Козматици (1064м). У међама села су: Мајдан (1268м), Тамнићки поток, Бугарићка – Србовачка превија.

## Историја
По Девичком катастиху село Влахиња спадало је 1789. године у нурију (парохија) попа Радивоја. Године 1921. у Влахињи су 60 домаћинстава са 515 чланова. 1948 – 93 домаћинства са 677 чланова. На Русалијској чуки и на Великој чуки нема трагова од неких старијих гробаља. У Старом селу су остаци старог српског насеља. Село има трагове старих рударских радова. У селу се налази џамија која је саграђена у 17. веку од донатора Хајзера Влахије.

## Порекло становништва по родовима
После друге велике сеобе Срба 1739 у селу се настањују Албанци из Малесије. Упркос притиску дошљака у селу остаје српско становништво све до краја 18. века. У Девичком катастиху записан је 1789. године Србин Марјан Н., приложник манастира Девича. У исто време због насиља придошлих одселили су се:
- Радојковићи у село Житковац.
- Ракићи, Миловићи и Милентијевићи у Рударе.
- Стевићи у Борчане.

Данас су у Влахињи сами Албанци. Преци албанских досељеника су се настанили најпре у Горњој мали, па се одатле ширили, потискивали Србе и насељавали на местима која би Срби напустили.

## Демографија
| Година       | 1948 | 1953 | 1961 | 1971 | 1981 | 1991 | 2011 |
| ------------ | ---- | ---- | ---- | ---- | ---- | ---- | ---- |
| Становништво | 677  | 733  | 799  | 911  | 848  | 867  | 271  |

|  |